# 荷蘭豆
荷兰豆是指薄皮扁身的软荚豌豆，荚豆皆可食用。

## 名称

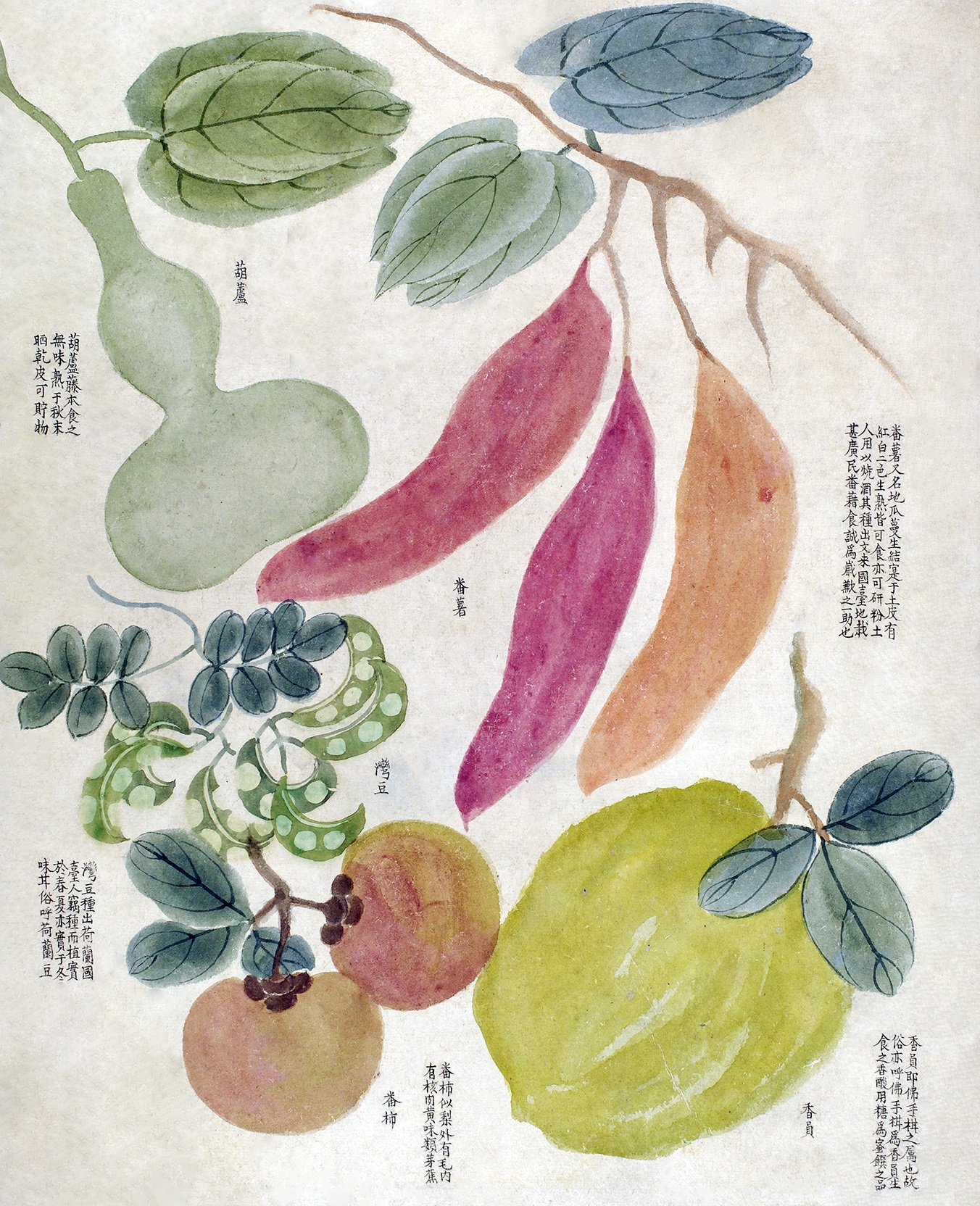
《臺海采風圖》中的灣豆（左中），即荷蘭豆。

六十七的《臺海采風圖》（1745年）记载：“灣豆，種出荷蘭國，臺人竊種而植。實於春夏，亦實于冬。味甘。俗呼荷蘭豆。”这表明荷兰豆是由荷兰人带入台湾。
荷兰豆的荷兰语名为，意思是“小豆角”，并非网传的“中国豆”。英语才有的叫法，可能与荷兰豆常见于西式中餐有关。英语中荷兰豆也叫，但汉语中的“雪豆”原是豌豆的别称。《廣東新語》记载：“海丰有雪豆，熟于大小雪时，名寒豆。”法语名，意思是“整个食用的豌豆”。

## 起源
荷兰豆起源于西欧，16世纪的法国和英国已有软荚豌豆的记载。